# Крамарчук Григорій Васильович
Крамарчук Григорій Васильович (14 вересня 1920, с. Петропавлівка, нині смт Дніпропетровської області — 23 листопада 1960, м. Умань Черкаської області) — учасник німецько-радянської війни, Герой Радянського Союзу (1946).   

## Біографія
Крамарчук Григорій Васильович народився 14 вересня 1920 року в с. Петропавлівка, нині смт Дніпропетровської області. Закінчив десятирічку у місті Донецьку. В армії від 1940 року, на фронті від грудня 1943 року. Закінчив Тамбовську військову авіаційну школу пілотів (1943 рік), Краснодарську вищу авіаційну школу штурманів (1949). Лейтенант Григорій Крамарчук був заступником командира ескадрильї 3-го штурмового авіаполку 4-ї змішаної авіадивізії ВПС Війська Польського. Він здійснив 108 бойових вильотів на повітряну розвідку та штурмування скупчень бойової техніки та живої сили ворога, завдавши йому великих втрат. Від 1958 року — майор запасу. Помер в Умані в 1960 році.

## Нагороди
Григорій Крамарчук нагороджений орденами Червоного Прапора, Олександра Невського, Вітчизняної війни 1-го ступеня, двома орденами Червоної Зірки, низкою медалей. У 1946 році отримав звання Героя Радянського Союзу.